# Дом Машарова
Музей «Дом Машарова» — музей, находящийся в памятнике архитектуры федерального значения (Указ Президента Российской Федерации № 176 от 20.02.1995) по адресу Тюмень, ул. Ленина, 24. Музей входит в ГУК ТО «Музейный комплекс им. И. Я. Словцова». Заведующая музеем — Гульнара Геннадьевна Демчук.

## История

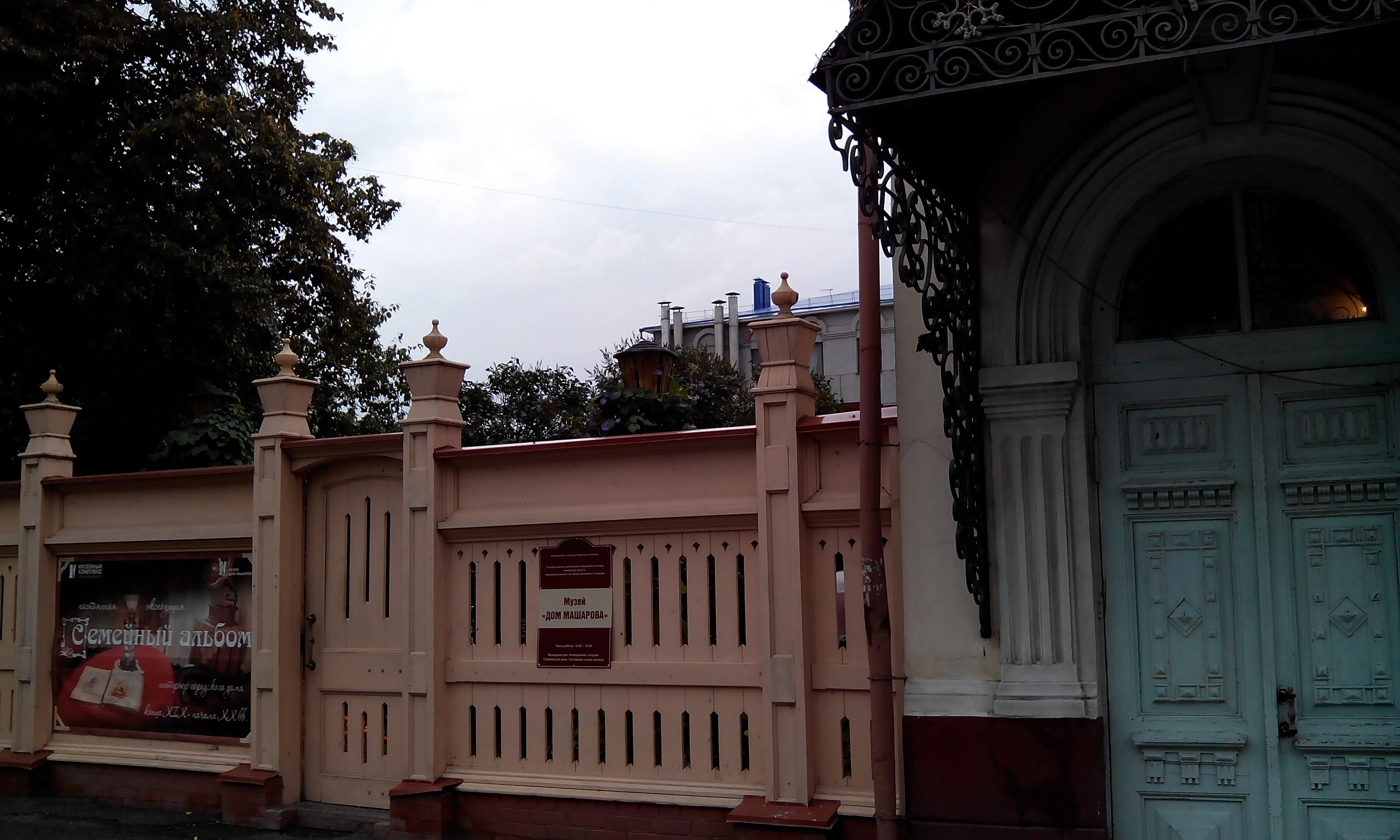
Вход и вывеска

Особняк, построенный в стиле неоклассицизма, принадлежавший промышленнику, одному из основателей чугунолитейного дела в Тюмени Н. Д. Машарову (1865—1922). Дата постройки неизвестна, ориентировочно — конец XIX века. После национализации особняка, с 1919 по начало 1990-х годов в нём располагалась детская поликлиника.
В 1991 году здание передано Тюменскому областному краеведческому музею. В 1994 году после реставрации в здании открыт музей. Постоянная экспозиция посвящена семейному быту конца XIX столетия. Экспозиционно-выставочная площадь музея — 140 м2, площадь временных выставок — 71 м2. 5 сотрудников.